# 考特尼·福特森
考特尼·福特森（英語：Courtney Fortson，1988年5月23日—），美国NBA联盟职业篮球运动员。
2024年5月23日，长沙湾田勇胜宣布簽下福特森競逐2024年全国男子篮球联赛。

## 外部連結
- 考特尼·福特森在fiba.basketball（英语）
- 考特尼·福特森在NBA官網（英语）
- 考特尼·福特森在NBA G聯盟官網（英语）
- 考特尼·福特森在TBLStat.net（英语）
- 考特尼·福特森在VTB聯賽官網（英语）
- 考特尼·福特森在俄羅斯籃球協會官網（俄语）
- 考特尼·福特森在法國籃球甲級聯賽官網（法语）
- 考特尼·福特森在Basketball-Reference.com（NBA）（英语）
- 考特尼·福特森在Basketball-Reference.com（NBA G聯盟）（英语）
- 考特尼·福特森在Basketball-Reference.com（國際）（英语）
- 考特尼·福特森在Sports-Reference.com（NCAA）（英语）
- 考特尼·福特森在Eurobasket.com（球員）（英语）
- 考特尼·福特森在Proballers（英语）
- 考特尼·福特森在RealGM（球員）（英语）